# Centrale nucléaire de Haiyang
La centrale nucléaire de Haiyang est située à 20 km au sud-est de la ville de Haiyang, sur la côte de la mer Jaune. Elle possède 2 réacteurs en fonctionnement de type AP-1000 et deux réacteurs en construction.

## Caractéristiques
Les deux réacteurs en fonctionnement sont de type AP-1000 de 1 170 MWe net pour une puissance totale de 2 340 MW.
La construction de ces deux réacteurs démarre en septembre 2009 pour le premier, et en juin 2010 pour le second. Haiyang 1 est connecté au réseau le 17 août 2018 et Haiyang 2 le 13 octobre 2018. Leurs mises en service commerciales ont lieu respectivement le 22 octobre 2018 et le 9 janvier 2019,.
La construction d'un troisième réacteur démarre le 7 juillet 2022 et celle d'un quatrième le 22 avril 2023. Ceux deux réacteurs sont de type CAP1000, la conception chinoise correspondant à l’AP1000.
En février 2023, State Power Investment Corp (SPIC) annonce le début de la construction d'un réseau de chaleur de 23 km alimenté par la chaleur produite par la centrale de Haiyang ; sa mise en service est programmée fin 2023. Ce réseau desservira un million de résidents, évitant la consommation annuelle de 900 000 t de charbon et réduisant de ce fait les émissions de CO2 de 1,65 Mt. La centrale avait déjà commencé à alimenter en chaleur la ville de Haiyang dès 2020. En novembre 2023, le réseau dessert déjà 400 000 personnes ; depuis le début du projet en 2020, près de 83 km de réseau de chaleur principal ont été construits.